# Glen Grant
Glen Grant je skotská palírna italské společnosti Campari nacházející se ve městě Rothes v hrabství Morayshire, jež vyrábí skotskou sladovou whisky.

## Historie
Palírna byla založena v roce 1897 Johnem a Jamesem Grantovými a produkuje čistou sladovou whisky. V těsném sousedství byla jedním ze synů Jamese Granta vybudovaná druhá palírna Glen Grant 2 (dnes Caperdonich). V roce 1953 vznikla společnost Glenlivet and Glen Grant Distillers Ltd. V roce 2001 kupuje palírnu Pernod-Ricard a v roce 2006 ji prodává italské Campari. Produkuje whisky značky Glen Grant, což je 10letá whisky s obsahem alkoholu 40 %. Část produkce se míchá s whisky Chivas Regal, Passport. Tato whisky má křehkou a pronikavou chuť.